# Fabio Armiliato
Fabio Armiliato (Genua, 17 augustus 1956) is een Italiaanse tenor.

## Biografie
Hij heeft gestudeerd aan het Conservatorio Niccolò Paganini in zijn geboortestad, waar hij ook een compositie-opleiding heeft gevolgd. Als winnaar van II Concorso Nazionale Tito Schipa van Lecce en van het Concorso Internazionale Pavia Lirica debuteerde hij in 1984 als Gabriele Adorno in Simon Boccanegra aan het Teatro Carlo Felice van Genua.
In 1989 was hij Cavaradossi in Tosca in de Thermen van Caracalla en Riccardo in Un ballo in maschera aan het Teatro Regio di Parma en in 1991 Radames in Aida aan de Opéra municipal de Marseille. In 1993 nam zijn carrière een internationale vlucht met het debuut aan de Metropolitan Opera in Il trovatore, gevolgd door Radames in Aida en Turiddu in Cavalleria rusticana.
Andere belangrijke debuten waren:
- 1994: aan het Teatro alla Scala, aan het Teatro Colón (Buenos Aires) en aan de San Francisco Opera;
- 1995: in de Sferisterio van Macerata;
- 1996: aan de Opéra national de Paris;
- 1998: aan de Weense Staatsopera; en
- 1999: in de Arena van Verona met Aida en Carmen.

Vanaf 2000 heeft hij een verhouding met de sopraan Daniela Dessì, met wie hij ook op het toneel verscheidene malen een paar heeft gevormd, zoals in Andrea Chénier, Manon Lescaut, Adriana Lecouvreur, Aida, Simon Boccanegra en Francesca da Rimini.
In 2011 debuteerde hij in Otello aan de Opéra Royal de Wallonie in Luik. Ook speelde hij in de film To Rome with Love van Woody Allen.
Eveneens in 2011 werd hem de Premio Internazionale Tito Schipa van Ostuni toegekend en werd hij uitgeroepen tot ereburger van Recanati in naam van Beniamino Gigli.

## Repertoire
- Vincenzo Bellini
  - Norma (Pollione)
- Arrigo Boito
  - Mefistofele (Faust)
- Francesco Cilea
  - Adriana Lecouvreur (Maurizio van Sassonia)
- Umberto Giordano
  - Andrea Chénier (Andrea Chénier)
  - De cena delle beffe (Giannetto)
- Pietro Mascagni
  - Cavalleria rusticana (Turiddu)
  - Amica (Rinaldo)
- Charles Gounod
  - Mireille
- Gaetano Donizetti
  - Poliuto (Poliuto)
- Amilcare Ponchielli
  - La Gioconda (Enzo)
- Gaspare Spontini
  - La vestale (Licinio)
- Georges Bizet
  - Carmen (Don José)
- Luigi Nicolini
  - La zingara guerriera (Il Conte)
- Giacomo Puccini
  - Tosca (Cavaradossi)
  - La bohème (Rodolfo)
  - Il tabarro (Luigi)
  - La Fanciulla del West (Dick)
  - Madama Butterfly (Pinkerton)
  - Manon Lescaut (Renato Des Grieux)
  - Turandot (Calaf)
- Giuseppe Verdi
  - Ernani (Errnani)
  - Un ballo in maschera (Gustavo III)
  - Aroldo (Aroldo)
  - Don Carlos (Don Carlos)
  - Simon Boccanegra (Gabriele Adorno)
  - Il trovatore (Manrico)
  - Aida (Radames)
  - Luisa Miller (Rodolfo)
  - Otello (Otello)
- Riccardo Zandonai
  - Francesca da Rimini (Paolo il Bello)

## Discografie
- Armiliato, Recitar! Arie e canzoni celebri - Armiliato/Pinto/Roma Film Orchestra, 2011 Decca cd 2012 (Universal 476 4912)
- Otello 2cd, van Giuseppe Verdi, met Daniela Dessì en Giovanni Meoni, dirigent Paolo Arrivabeni (label Solovoce)
- Nessun Dorma - Armiliato sings Puccini cd (dirigent Marco Boemi)
- La Fanciulla del West 2cd en dvd, van Giacomo Puccini, (Puccini Festival, 2005) onder leiding van Alberto Veronesi met Daniela Dessì en Lucio Gallo, regie Ivan Stefanutti, Arthaus Musik/Naxos
- La Traviata 2cd, van Giuseppe Verdi, met Daniela Dessì
- Ernani 2 cd, van Giuseppe Verdi, met Daniela Dessì, Giacomo Prestia en Lucio Gallo onder leiding van Bruno Camapanella
- Norma dvd (2008), van Vincenzo Bellini, met Daniela Dessì en Kate Aldrich (Hardy Classic/Rai Trade HCD 4034)
- Francesca da Rimini dvd (Sferisterio Opera Festival, 2004) van Riccardo Zandonai, met Daniela Dessì en Alberto Mastromarino (Arthaus Musik/Naxos/Rai Trade 101 363)
- Andrea Chénier, cd (2005) van Umberto Giordano, met Daniela Dessì en Carlo Guelfi, onder leiding van Vjekoslav Sutej (Universal 476 6453)
- Romanze en Canzoni (2007), (dirigent Steven Mercurio,) (DECCA RS 476 6376), 2007
- Love Duets (2005), (dirigent Marco Boemi, met Daniela Dessì) (Philips RS 476 3061), 2005
- Madama Butterfly, van Giacomo Puccini, dirigent Plácido Domingo, met Daniela Dessì en Juan Pons, 2004
- Tosca (Teatro Real, 2004) van Giacomo Puccini, met Daniela Dessì en Ruggero Raimondi (Opus Arte/Naxos OA 0901D)
- Manon Lescaut (2004) van Giacomo Puccini, met Daniela Dessì en Marcel Vanaud (Real Sound RSO 052-0114)
- Enrico Toselli - Le romanze ritrovate, (2004), met Daniela Dessì  (Real Sound RSO 051-0105)
- A Tribute to Verdi (2004) (Real Sound RSO 051-0105)
- Tosca (Teatro Carlo Felice, 2010), met Daniela Dessì en Claudio Sgura, Arthaus Musik/Naxos
- Aida (Liceu, 2003), met Daniela Dessì en Roberto Scandiuzzi, Opus Arte/Naxos
- I vespri siciliani (Teatro Regio di Parma, 2010), met Leo Nucci, Giacomo Prestia en Daniela Dessì, regie Pier Luigi Pizzi, C Major/Naxos

## Prijzen
- Premio Oscar della Lirica
- Premio Giuseppe Lugo
- Premio Tito Schipa
- Premio Goffredo Petrassi
- Premio Flaviano Labò
- Premio Myrta Gabardi
- Premio Bonci d'Oro
- Premio Galliano Masini
- Premio Gigli d'oro
- Premio Beniamino Gigli
- Premio Aureliano Pertile
- Premio Mascagni d'oro
- Premio Puccini alla carriera 2014

## Filmografie
- To Rome with Love, onder regie van Woody Allen (2012)